# 逆川 (幸手市)
逆川（さかさがわ）は、江戸川流頭の旧称である。流路長は約2km。旧常陸川（現在の利根川）と中川水系との間の分水嶺を越え微高地を流れる。

## 流路
埼玉県幸手市大字西関宿・茨城県猿島郡五霞町大字江川・千葉県野田市関宿の境界点付近から、千葉県野田市（東側）と茨城県猿島郡五霞町（西側）との境を北方へ向かい、茨城県猿島郡境町の旧常陸川に合流する流路を持つ。
流路はほぼ勾配が無い。現在は水が南方に流れるが、古くは水位によっては北方に流れた。

## 歴史
古くから旧常陸川と中川水系とを繋ぐ舟運の要所であり、逆川の原型となる水路が作られ、古河公方の勢力下となった。後、北条氏が台頭し勢力下とし、逆川の増削、水量増強（権現堂川の整備など）、関宿城の増強などが行われた。
江戸時代初期、承応3年（1654年）、常陸川は、赤堀川の増削工事により、利根川の水の一部がその流頭部へ常時通水され、渇水期でも安定した水運を可能とする流量となった。寛文5年（1665年）に、常陸川（および赤堀川）と、江戸川（および権現堂川）とをつなぐ本河川が増削された。これにより銚子から常陸川を遡り、赤堀川・権現堂川を経由することなしに、関宿から江戸川を下り新川・小名木川を通って江戸に至る水運の大動脈が完成した。この水路は、利根運河や鉄道網が整備される明治前半まで流通の幹線として機能した。
昭和3年（1928年）に権現堂川が廃され逆川自身が江戸川の最上流部となった。現在の幸手放水路付近から関宿城付近にかけての流路もしくは旧流路が、概ね埼玉県幸手市、千葉県野田市（東側）と茨城県猿島郡五霞町（西側）との県境を成している。